# Bicine
La bicine (ainsi nommée comme bialcool dérivé de la glycine) est un composé organique faisant partie des tampons de Good. 

## Synthèse et structure
La bicine est préparée par hydrolyse de sa lactone, elle-même préparée à partir de glycine et d'oxyde d'éthylène. Sa structure cristallographique a été déterminée par V. Cody et al. en 1977. 

## Occurrence et utilisations
Son pKa d'environ 8,35 à 20 °C présente un certain intérêt comme tampon pour des applications en biochimie. 
Elle est également utilisée comme chélateur.
La bicine est un contaminant dans les systèmes de solvants aminés utilisés pour retraiter les gaz (pour retirer le sulfure d'hydrogène et le dioxyde carbone des gaz rejetés, spécialement dans l'industrie pétrolière). Elle se forme par dégradation des amines (notamment la N-Méthyldiéthanolamine et la diéthanolamine) en présence de O2, SO2, H2S ou de thiosulfate, et son activité chélatante du fer y augmente la corrosion des systèmes.